# 사우스웨스트 디비전 (NBA)
사우스웨스트 디비전(영어: Southwest Division)은 NBA(영어: National Basketball Association) 서부 콘퍼런스(영어: Western Conference)의 3개 디비전 중 하나다. 이름에도 불구하고, 이 디비전은 실제로 미국 중남부에 위치해 있다. 디비전은 댈러스 매버릭스, 휴스턴 로키츠, 멤피스 그리즐리스, 뉴올리언스 펠리컨스, 샌안토니오 스퍼스 등 5개 팀으로 구성돼 있다. 댈러스 매버릭스, 휴스턴 로키츠,  샌안토니오 스퍼스 등 3개 팀이 텍사스주에 연고를 두고 있다.
NBA 서부 콘퍼런스에서 역사적으로 가장 경쟁력 있는 팀들로 구성된 이 디비전은 샬럿 밥캐츠가 추가되면서 리그가 29개 팀에서 30개 팀으로 확장된 2004~2005 시즌 초에 만들어졌다. 리그는 각 컨퍼런스에서 3개의 디비전으로 재정비되었다. 사우스웨스트 디비전은 댈러스 매버릭스, 휴스턴 로키츠, 멤피스 그리즐리스, 뉴올리언스 호니츠, 샌안토니오 스퍼스등 5팀이 창단 멤버로 시작했다.
샌안토니오 스퍼스는 디비전 출범 시즌부터 9번으로 가장 많은 사우스웨스트 디비전 우승을 차지하며 우세했다. 휴스턴 로키츠 5번, 댈러스 매버릭스는 4번, 멤피스 그리즐리스는 2번, 뉴올리언스 펠리컨스는 1번을 거두었다. NBA 챔피언 4팀이 사우스웨스트 디비전에서 왔다. 샌안토니오 스퍼스는 2005년, 2007년, 2014년 NBA 우승을 차지했고, 댈러스 매버릭스는 2011년 우승을 차지했다. 2007~2008 시즌에는 플레이오프 진출권을 획득한 4개 팀이 각각 50승 이상을 기록했다. 2010~2011 시즌과 2014~2015 시즌에 디비전에 속한 모든 팀의 승률은 0.500(50%) 이상이었다. 2014~2015 시즌에 사우스웨스트 디비전은 모든 팀이 플레이오프에 진출하는 것을 보았는데, 이는 지난 30년 동안 단 두 번 달성한 위업이다. 2024~2025 시즌 디비전 챔피언은 휴스턴 로키츠이다.

## 현재 디비전 소속 팀
| 구단명              | 연고지                  | 경기장                   | 수용인원            | 창설                | 가맹                | 창설 당시 소속      |
| 사우스웨스트 디비전 | 사우스웨스트 디비전     | 사우스웨스트 디비전      | 사우스웨스트 디비전 | 사우스웨스트 디비전 | 사우스웨스트 디비전 | 사우스웨스트 디비전 |
| ------------------- | ----------------------- | ------------------------ | ------------------- | ------------------- | ------------------- | ------------------- |
| 댈러스 매버릭스     | 텍사스주 댈러스         | 아메리칸 에어라인스 센터 | 19,200명            | 1980년              | 1980년              | 미드웨스트 디비전   |
| 휴스턴 로키츠       | 텍사스주 휴스턴         | 도요타 센터              | 18,104명            | 1967년              | 1967년              | 웨스턴 디비전       |
| 멤피스 그리즐리스   | 테네시주 멤피스         | 페덱스 포럼              | 17,794명            | 1995년              | 1995년              | 미드웨스트 디비전   |
| 뉴올리언스 펠리컨스 | 루이지애나주 뉴올리언스 | 스무디킹 센터            | 16,867명            | 2002년              | 2002년              | 센트럴 디비전       |
| 샌안토니오 스퍼스   | 텍사스주 샌안토니오     | 프로스트 뱅크 센터       | 18,418명            | 1967년              | 1976년              | ABA                 |

## 역대 디비전 라인업
| 연도                        | 팀 | 참가팀 수 |
| --------------------------- | --- | --------- |
| 2004년~2005년 2007년~2013년 | 댈러스 매버릭스 · 휴스턴 로키츠 · 멤피스 그리즐리스 · 뉴올리언스 호니츠 · 샌안토니오 스퍼스                 | 5팀       |
| 2005년~2007년               | 댈러스 매버릭스 · 휴스턴 로키츠 · 멤피스 그리즐리스 · 뉴올리언스/오클라호마 시티 호니츠 · 샌안토니오 스퍼스 | 5팀       |
| 2013년~현재                 | 댈러스 매버릭스 · 휴스턴 로키츠 · 멤피스 그리즐리스 · 뉴올리언스 펠리컨스 · 샌안토니오 스퍼스               | 5팀       |

<참고사항>
- 2004년  댈러스 매버릭스, 휴스턴 로키츠, 멤피스 그리즐리스, 뉴올리언스 호니츠, 샌안토니오 스퍼스가 창립 멤버로 구성되었다. 뉴올리언스 호니츠가 센트럴 디비전에서, 댈러스 매버릭스, 휴스턴 로키츠, 멤피스 그리즐리스, 샌안토니오 스퍼스가 미드웨스트 디비전에서 합류했다.
- 2005년 허리케인 카트리나로 인해 뉴올리언스 호니츠가 2시즌동안 임시연고지인 오클라호마주 오클라호마시티로 이전했으면 팀명도 뉴올리언스/오클라호마시티 호니츠가 변경되었다.
- 2007년 뉴올리언스/오클라호마시티 호니츠가 다시 연고지를 루이지애나주 뉴올리언스로 돌아왔으면 팀명도 다시 뉴올리언스 호니츠로 복원되었다.
- 2013년 뉴올리언스 호니츠가 뉴올리언스 펠리컨스로 팀명을 바뀌었다.

## 역대 디비전 우승 팀
- 2021~2022 시즌을 시작으로 사우스웨스트 디비전 챔피언은 윌리스 리드 트로피를 받았다. 다른 디비전 챔피언십 트로피와 마찬가지로 NBA 역사상 아프리카계 미국인 선구자 중 한 명의 이름을 따서 명명되었다. 1964년부터 1974년까지 선수 생활을 하는 동안, 윌리스 리드는 NBA MVP 상과 파이널 MVP 상을 모두 수상한 최초의 HBCU 졸업생이 되었다. 리드 트로피는 200밀리미터(7.9인치) 크리스탈 볼로 구성되어 있다.

| 시즌      | 우승팀            | 시즌 성적      |
| --------- | ----------------- | -------------- |
| 2004~2005 | 샌안토니오 스퍼스 | 59승 23패 .720 |
| 2005~2006 | 샌안토니오 스퍼스 | 63승 19패 .768 |
| 2006~2007 | 댈러스 매버릭스   | 67승 15패 .817 |
| 2007~2008 | 뉴올리언스 호니츠 | 56승 26패 .683 |
| 2008~2009 | 샌안토니오 스퍼스 | 54승 28패 .659 |
| 2009~2010 | 댈러스 매버릭스   | 55승 27패 .671 |
| 2010~2011 | 샌안토니오 스퍼스 | 61승 21패 .744 |
| 2011~2012 | 샌안토니오 스퍼스 | 50승 16패 .758 |
| 2012~2013 | 샌안토니오 스퍼스 | 58승 24패 .707 |
| 2013~2014 | 샌안토니오 스퍼스 | 62승 20패 .756 |
| 2014~2015 | 휴스턴 로키츠     | 56승 26패 .683 |
| 2015~2016 | 샌안토니오 스퍼스 | 67승 15패 .817 |
| 2016~2017 | 샌안토니오 스퍼스 | 61승 21패 .744 |
| 2017~2018 | 휴스턴 로키츠     | 65승 17패 .793 |
| 2018~2019 | 휴스턴 로키츠     | 53승 29패 .646 |
| 2019~2020 | 휴스턴 로키츠     | 44승 28패 .611 |
| 2020~2021 | 댈러스 매버릭스   | 42승 30패 .583 |
| 2021~2022 | 멤피스 그리즐리스 | 56승 25패 .691 |
| 2022~2023 | 멤피스 그리즐리스 | 51승 31패 .622 |
| 2023~2024 | 댈러스 매버릭스   | 50승 32패 .610 |
| 2024~2025 | 휴스턴 로키츠     | 52승 30패 .634 |

### NBA 파이널 우승
| 시즌      | 팀                | 시즌 성적      |
| --------- | ----------------- | -------------- |
| 2004~2005 | 샌안토니오 스퍼스 | 59승 23패 .720 |
| 2006~2007 | 샌안토니오 스퍼스 | 58승 24패 .707 |
| 2013~2014 | 샌안토니오 스퍼스 | 62승 20패 .756 |

## 역대 팀별 디비전 우승한 연도
| 팀                               | 최근 우승한 연도 |
| -------------------------------- | ---------------- |
| 댈러스 매버릭스                  | 2024년           |
| 휴스턴 로키츠                    | 2025년           |
| 멤피스 그리즐리스                | 2023년           |
| 뉴올리언스 호니츠                | 2008년           |
| 뉴올리언스/오클라호마시티 호니츠 | 빈칸             |
| 뉴올리언스 펠리컨스              | 빈칸             |
| 샌안토니오 스퍼스                | 2017년           |

### 디비전 우승 횟수
| 횟수 | 팀                            |
| ---- | ----------------------------- |
| 9회  | 샌안토니오 스퍼스             |
| 4회  | 휴스턴 로키츠 댈러스 매버릭스 |
| 2회  | 멤피스 그리즐리스             |
| 1회  | 뉴올리언스 호니츠             |

## 같이 보기
- 애틀랜틱 디비전
- 센트럴 디비전
- 사우스이스트 디비전
- 노스웨스트 디비전
- 퍼시픽 디비전
- 이스턴 디비전
- 웨스턴 디비전
- 미드웨스트 디비전

## 참조
1. ↑  뉴올리언스 펠리컨스의 전신임